# 妹妹x殺手x宅配便
《妹妹x殺手x宅配便》（日語：ふぁみまっ!）是日本作家九邊健二（九辺ケンジ）所創作的輕小說，插圖由鶴崎貴大擔任，連載初期使用《家庭從今天開始》（今日からファミリー）標題連載，於2009年9月30日獲頒第二屆GA文庫大獎中的獎勵獎。該作品於2010年4月開始在SOFTBANK Creative所出版的小說類別GA文庫上連載，後來出版單行本後改為現今的標題。正體中文版由尖端出版所代理發行。

## 故事簡介
大瀧和己是個平凡的中學生，某天收到父母親寄來的巨大包裹，裡面竟然裝了一名少女。少女的名字叫做莎布麗娜，她是前黑手黨老大的私生女，由於某種緣故而受到和己父母的保護。住在同一個屋簷下，和已經常被不了解一般生活常識的莎布麗娜弄得一頭霧水。追殺莎布麗娜的人隨後一一出現，複雜的情形漸漸圍繞在他們身邊。

## 登場人物
大瀧 和己
本作品的男主角。是個平凡的中學生。周遭女生對於自己有好感的事情渾然不知的木頭。
莎布麗娜
是黑手黨的私生女。因為黑手黨老大的遺言而被和己的父母保護。稱大瀧為「哥哥」。由於自幼年就活在黑手黨的殺手教育底下成長，所以就日常生活中的各種認知跟一般人不太一樣。非常害怕打雷，每次打雷均會要求與哥哥同睡。
木之下 沙希
與和己同班的少女，由於她為人良好的關係，在學校裡受到男學生的愛慕。對大瀧有好感，但每當親近和己時均會被莎布麗娜施以咬手對抗。
橘 泉奈
住在和己家附近的教會修女。因為她經常餓著肚子的緣故，有著大胃王的食量，習慣將大量的食物迅速吃下去。在劇情中多次私底下協助和己和莎布麗娜，真實身分究竟是...？
艾露法西亞 阿爾巴托雷
在第三卷時出現的角色。阿爾巴托雷是衰退的黑手黨組織，艾露法西亞則是其千金。在逃家至無人島時意外與和己邂逅，要和己叫自己"艾露菲"而不是本名，對和己有明顯好感。在無人島事件結束後進而做出將兩人的屋子"合而為一"的誇張行徑。
路加 羅索
索菲亞
是莎布麗娜在意大利的教育負責人。因莎布麗娜現在是在蕯比尼家族的代理人。非常喜愛莎布麗娜，甚至超越了性别上的戀愛，為了莎布麗娜甚麼都願意做。非常討厭和己和莎布麗娜在一起。
克萊麗琪 卡莉娜原為敵方派來暗殺莎布麗娜，卻因為和也對他十分友善而陷入迷惘，後來被索菲亞收編為秘書。做事非常粗心大意，時常打破東西。

## 書籍資訊
輕小說單行本由SOFTBANK Creative出版發行，到2012年4月15日為止發行了六冊，在日語版販售第三冊時，在Animate發行限定版替換用封面，為莎布麗娜穿著內衣的模樣。在台灣繁體中文版由尖端出版所代理發行。
| 出版順序 | 日版書名 | 台版書名              | 出版日期（日） | 出版日期（中） | ISBN（日）             | ISBN（中）             |
| -------- | -------- | --------------------- | -------------- | -------------- | ---------------------- | ---------------------- |
| 第1集    |          | 妹妹x殺手x宅配便vol.1 | 2010年4月15日  | 2011年3月18日  | ISBN 978-4-7973-5957-2 | ISBN 978-957-10-4486-6 |
| 第2集    |          | 妹妹x殺手x宅配便vol.2 | 2010年8月15日  | 2011年8月5日   | ISBN 978-4-7973-6080-6 | ISBN 978-957-10-4596-2 |
| 第3集    |          | 妹妹x殺手x宅配便vol.3 | 2011年1月3日   | 2011年10月7日  | ISBN 978-4-7973-6154-4 | ISBN 978-957-10-4645-7 |
| 第4集    |          | 妹妹x殺手x宅配便vol.4 | 2011年5月15日  | 2012年1月13日  | ISBN 978-4-7973-6512-2 | ISBN 978-957-10-4737-9 |
| 第5集    |          | 妹妹x殺手x宅配便vol.5 | 2011年10月17日 | 2012年5月21日  | ISBN 978-4-7973-6697-6 | ISBN 978-957-10-4865-9 |
| 第6集    |          | 妹妹x殺手x宅配便vol.6 | 2012年4月15日  | 2012年10月19日 | ISBN 978-4-7973-6887-1 | ISBN 978-957-10-5010-2 |
| 第7集    |          | 妹妹x殺手x宅配便vol.7 | 2012年10月15日 | 2013年3月22日  | ISBN 978-4-7973-7187-1 | ISBN 978-957-10-5158-1 |
| 第8集    |          | 妹妹x殺手x宅配便vol.8 | 2014年11月15日 | 2016年7月15日  | ISBN 978-4-7973-7665-4 | ISBN 978-957-106-760-5 |
| 第9集    |          | 妹妹x殺手x宅配便vol.9 | 2014年12月15日 | 2017年3月21日  | ISBN 978-4-7973-8205-1 | ISBN 978-957-10-7268-5 |

## 備註
1. ↑  GA文庫大獎（GA文庫大賞）是由日本SOFTBANK Creative所評選頒發出來的獎賞。

## 外部連結
- （日語）http://ga.sbcr.jp/novel/famima/index.html（页面存档备份，存于）
- 尖端網站 （页面存档备份，存于）